# Jacob Verheije
Jacob Verheije (ur. 7 sierpnia 1640 w Zierikzee, zm. 16 sierpnia 1718 roku w Middelburgu) – polityk holenderski, wielki pensjonariusz Zelandii w latach 1687–1718.
Jego ojcem był Cornelis Verheije, a matką Quirina Hollenboom. Jego żoną została Johanna de Jonge van Ellemeet, a szwagrem  Cornelis de Jonge van Ellemeet generalny poborca podatków Republiki Zjednoczonych Prowincji (Ontvanger Generaal van de Unie).
Był sekretarzem i pensjonariuszem miasta Zierikzee. W 1683 został sekretarzem prowincji Zelandia. Od 10 października 1687 roku wielki pensjonariusz Zelandii. Po tym jak Wilhelm III Orański zmarł (1702), a kraj pogrążył się w politycznym nieładzie, Verheije chciał złożyć dymisję. Stany Zelandii zabroniły mu tego wówczas, pozostał więc na stanowisku.
Próbował godzić oranżystów i "patriotów" mediując między nimi. W 1718 stary i zmęczony ustąpił. Nowym  wielkim pensjonariuszem Zelandii został jego zięć Caspar van Citters.